# Tjaschmasch
Tjaschmasch (russisch Тяжмаш) ist ein russisches Unternehmen des Schwermaschinenbaus mit Sitz in Sysran im Oblast Samara.
Zu den Produkten des Unternehmens gehören Förderbänder, Wasserturbinen, Portal- und Brückenkrane, Mahlanlagen, Kernfänger, Handhabungsmaschinen für die Nukleartechnik, Radioteleskope und Sonderkonstruktionen für die Raumfahrt.
Neben dem Hauptwerk von Tjaschmasch in Sysran unterhält auch die Unternehmenstochter AO Kardan eine Produktion in der Stadt. AO Kardan beliefert unter anderem AwtoWAS mit Kardanwellen. Die tschechische Tochter ČKD Blansko aus Blansko produziert Wasserturbinen und andere Komponenten für Wasserkraftwerke.
Tjaschmasch war einer der Hauptlieferanten für den Bau des Radioteleskops RATAN 600.